# Lieselotte Anderwald
Lieselotte Anderwald (* 21. April 1969 in Flensburg) ist eine deutsche Sprachwissenschaftlerin. Sie hat die Professur für englische Sprachwissenschaft an der Christian-Albrechts-Universität zu Kiel inne.

## Leben
Sie erwarb 1995 den M.A. in Englischer Philologie, Slavistik und allgemeiner und germanischer Sprachwissenschaft an der Freien Universität Berlin. Im Jahr 1999 erfolgte die Promotion in Englischer Philologie, deutscher Sprachwissenschaft und allgemeiner Sprachwissenschaft an der Albert-Ludwigs-Universität Freiburg. Im Jahr 2007 erfolgte die Habilitation an Albert-Ludwigs-Universität Freiburg, mit einer Habilitationsschrift zu dem Thema „Non-Standard Verb Paradigms in Traditional British English Dialects: Morphological Naturalness and Comparative Dialect Grammar“. Im Jahr 2008 übernahm sie die Professur für Englische Sprachwissenschaft an der CAU Kiel.

## Forschungsschwerpunkte
Die Forschungsschwerpunkte von Anderwald sind: Grammatik, historische Soziolinguistik, Korpuslinguistik.

## Schriften (Auswahl)
- Negation in non-standard British English. Gaps, regularizations and asymmetries. Routledge, London 2002, ISBN 0-415-25874-X.
- The morphology of English dialects. Verb formation in non-standard English. Cambridge University Press, Cambridge 2009, ISBN 978-0-521-88497-6.
- (Hrsg.): Sprachmythen – Fiktion oder Wirklichkeit?. Peter Lang, Frankfurt am Main 2012 (Kieler Forschungen zur Sprachwissenschaft; 3), ISBN 3-631-60506-4.
- Language between description and prescription. Verbs and verb categories in nineteenth-century grammars of English. Oxford University Press, Oxford 2016, ISBN 978-0-19-027067-4.
- mit Jarich Hoekstra (Hrsg.): Enregisterment: zur sozialen Bedeutung sprachlicher Variation. Peter Lang, Frankfurt am Main 2017 (Kieler Forschungen zur Sprachwissenschaft; 8), ISBN 978-3-631-67903-6.
- Ist Englisch noch germanisch? Sprachkontakt und Sprachmischung in der englischen Sprachgeschichte. In: Thorsten Burkard, Markus Hundt (Hrsg.): Sprachmischung – Mischsprachen: vom Nutzen und Nachteil gegenseitiger Sprachbeeinflussung. Peter Lang, Berlin 2018, ISBN 978-3-631-74389-8 (Kieler Forschungen zur Sprachwissenschaft; 9), S. 125–144.